# Xysticus kansuensis
Xysticus kansuensis är en spindelart som beskrevs av Tang, Song och Zhu 1995. Xysticus kansuensis ingår i släktet Xysticus och familjen krabbspindlar. Inga underarter finns listade i Catalogue of Life.